# Лентварё-Акис
Лентварё-Акис (лит. Lentvario akis — 'глаз Лентвариса') — небольшое озеро ледникового происхождения, располагающееся в Литве, в западной части Лентвариса (Тракайский район). Площадь поверхности озера — 0,8 гектар, длина береговой линии — 400 м.

## Описание
Располагается в западной части города Лентварис, на юго-западе от озера Лентварис (Граужис). На западе и востоке озера находятся леса, на севере — поля, на юге — жилые постройки. На северо-западе небольшой ручей вытекает в озеро Лентварис.